# Asociación Mutual Social y Deportiva Atlético de Rafaela
Maillots
Actualités
Dernière mise à jour : 12 avril 2024.
L'Asociación Mutual, Social y Deportiva Atlético de Rafaela est un club argentin de football basé à Rafaela.

## Palmarès
- Primera B Nacional (deuxième division)
  - Champion : 2003 et 2011

## Anciens joueurs
Ouganda
- Ibrahim Sekagya

## Anciens entraîneurs
- Mário Imbelloni (1970)
- Oswaldo Piazza (2004-2005)